# Chlorophorus kinganus
Chlorophorus kinganus là một loài bọ cánh cứng trong họ Cerambycidae.